# فرسایش و زمین‌ساخت
ارتباط و کنش متقابل میان فرسایش و زمین‌ساخت (انگلیسی: Erosion and tectonics) از موضوعاتی است که از ابتدای دهه ۱۹۹۰ مورد بحث بوده است. در حالی که تأثیر زمین‌ساخت (تکتونیک) بر فرایندهای سطح زمین مانند فرسایش (مانند شکل‌گیری رودخانه بر اثر بالاآمدگی زمین‌ساختی)، ز قدیم شناخته شده بود ولی اثر متقابل فرایندهای فرسایشی بر فعالیت‌های زمین‌ساختی اخیراً مورد بررسی قرار گرفته است. شناخت کنش متقابل میان فرسایش و زمین‌ساخت و انواع این ارتباط و همچنین پیامدهای ناشی از این کنش از سوالات اساسی در بررسی ارتباط فرسایش و زمین‌ساخت به‌شمار می‌رود. با وجود این که این موضوع مورد بحث است ولی نکته مشخص این است که چشم‌اندازهای سطح زمین محصول دو عامل اساسی است: زمین‌ساخت که باعث ایجاد ناهمواری‌ها و حفظ آن‌ها از طریق بالاآمدگی سطوح و سنگ‌ها می‌شود و اقلیم که از طریق فرایندهای فرسایشی و با گذشت زمان اراضی مرتفع را ساییده و به پایین‌دست منتقل می‌کند. ارتباط متقابل این فرایندها می‌تواند عوارض ژئومورفیک سطح زمین را پدید آورده، تغییر داده یا از بین ببرد.